# 神野町 (岩倉市)
神野町（かみのちょう）は、愛知県岩倉市の地名。

## 地理
岩倉市中央北部に位置する。東は八剱町、西は石仏町に接する。

## 歴史

### 人口の変遷
国勢調査による人口および世帯数の推移。
| 1995年（平成7年）  | 320世帯 1119人 |  |
| 2000年（平成12年） | 375世帯 1207人 |  |
| 2005年（平成17年） | 460世帯 1397人 |  |
| 2010年（平成22年） | 509世帯 1470人 |  |
| 2015年（平成27年） | 523世帯 1437人 |  |
| 2020年（令和2年）  | 581世帯 1479人 |  |

## 交通
- 国道155号[1]
- 旧犬山街道（愛知県道小口岩倉線）[1]
- 都市計画道路江南岩倉線[1]

## 施設
- 岩倉市立五条川小学校[1]
- 熊野社[1]
- 真宗大谷派覚順寺[1]

### WEB
1. ↑  “愛知県岩倉市の町丁・字一覧”.   人口統計ラボ. 2024年2月19日閲覧。
2. 1 2  総務省統計局 (2022年2月10日). “令和2年国勢調査の調査結果(e-Stat) - 男女別人口，外国人人口及び世帯数－町丁・字等” (CSV). 2023年8月2日閲覧。
3. ↑  “愛知県岩倉市の郵便番号一覧”.   日本郵便. 2024年2月19日閲覧。
4. ↑  “市外局番の一覧” (PDF).   総務省 (2022年3月1日). 2022年3月22日閲覧。
5. ↑  “ナンバープレートについて”.   一般社団法人愛知県自動車会議所. 2024年1月21日閲覧。
6. ↑  総務省統計局 (2014年3月28日). “平成7年国勢調査の調査結果(e-Stat) - 男女別人口及び世帯数 －町丁・字等” (CSV). 2021年7月20日閲覧。
7. ↑  総務省統計局 (2014年5月30日). “平成12年国勢調査の調査結果(e-Stat) - 男女別人口及び世帯数 －町丁・字等” (CSV). 2021年7月20日閲覧。
8. ↑  総務省統計局 (2014年6月27日). “平成17年国勢調査の調査結果(e-Stat) - 男女別人口及び世帯数 －町丁・字等” (CSV). 2021年7月21日閲覧。
9. ↑  総務省統計局 (2012年1月20日). “平成22年国勢調査の調査結果(e-Stat) - 男女別人口及び世帯数 －町丁・字等” (CSV). 2021年7月21日閲覧。
10. ↑  総務省統計局 (2017年1月27日). “平成27年国勢調査の調査結果(e-Stat) - 男女別人口及び世帯数 －町丁・字等” (CSV). 2021年7月21日閲覧。

### 書籍
1. 1 2 3 4 5 6 7 8  「角川日本地名大辞典」編纂委員会 1989, p. 1613.